# 胜利农场 (黑龙江)
胜利农场是一个位于中华人民共和国黑龙江省双鸭山市饶河县的农场，亦是黑龙江省农垦建三江管理局所属的一个农场。
胜利农场总面积922平方公里，耕地面积69.3万亩，总人口2.3万人。

## 行政区划
胜利农场下辖以下单位：
胜利场直社区、胜利农场第一管理区、胜利农场第二管理区、胜利农场第三管理区、胜利农场第四管理区、胜利农场第五管理区、胜利农场第六管理区和胜利农场第七管理区。